# کتو ای
کتوای (به انگلیسی: kathoey) و در زبان تای กะเทย یا لیدی‌بوی (به انگلیسی: ladyboy) یک اصطلاح است که در فرهنگ تایلندی به تراجنسیتی‌ها یا مردان زن‌نمای همجنس‌گرا گفته می‌شود. کتوای‌ها را به عنوان جنسیت سوم می‌شناسند. اصطلاح ladyboy توسط اروپایی‌ها به کتوای‌ها نسبت داده شده‌است که و به عنوان یک اصطلاح شناخته شده در جنوب شرق آسیا استفاده می‌شود.

## توصیف کلی

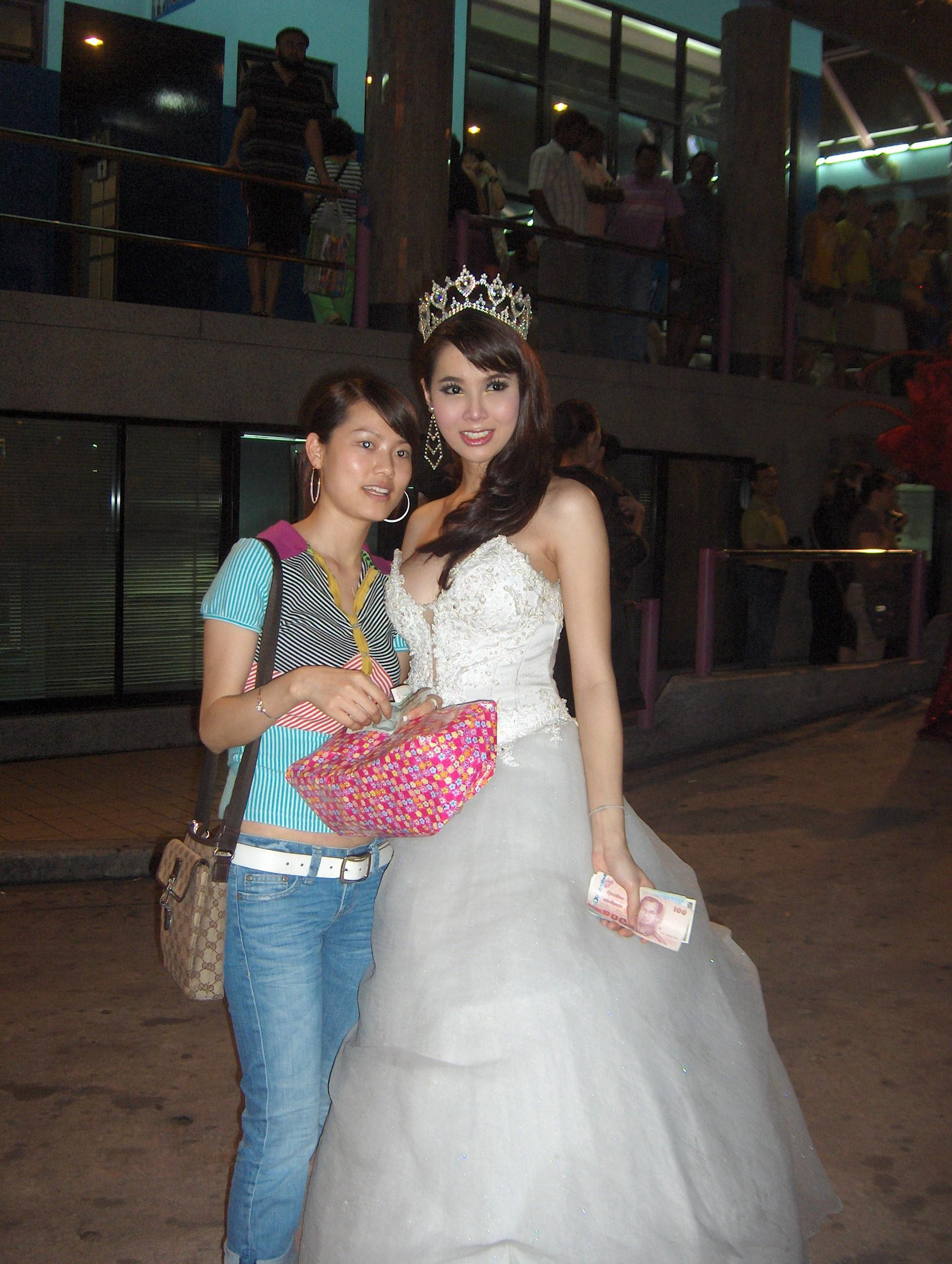
یک کتو ای(دست راست) و یک زن فیلیپینی (دست چپ) در پاتایا

اصطلاح کتوای را نمی‌توان معادل اصطلاح تراجنسی قرار داد. دو اصطلاح برای کتوای‌ها وجود دارد. یکی sao praphet song به معنای ترنس زن یا شخصی که خود را زن میداند و phet thi sam به معنای جنسیت سوم.
محققی به نام پیتر جکسون بیان می‌کند اصطلاح کتوای ابتدا برای افراد دوجنسه استفاده می‌شده اما در قرن بیستم از این اصطلاح برای توصیف مردان مبدل‌پوش استفاده می‌شود

## مباحث اجتماعی
کتوای‌ها عمدتاً در مشاغلی فعالیت می‌کنند که زنان مربوط است مانند کار در فروشگاه‌ها، رستوران‌ها، سالن‌های زیبایی و همچنین کارخانه‌ها. همچنین کتوای‌ها به کارهایی دیگر همچون کار در کاباره‌ها و مراکز توریستی و تن‌فروشی نیز مشغول هستند.
کتوای‌ها در فرهنگ تایلند بسیار شناخته شده‌تر و مقبول‌تر از تراجنسیتی‌ها در فرهنگ غرب یا هیجراها در فرهنگ هند هستند. بسیاری از مدل‌ها، بازیگران یا خواننده‌ها در تایلند کتو ای هستند، همچنین مجلات و روزنامه‌ها برندگان مسابقات زیباترین زن و زیباترین کتو ای را در کنار هم قرار می‌دهند. این موارد محدود به شهرها نیست بلکه کتو ای‌ها در روستاها نیز هستند و مسابقات زیباترین کتو ای نیز به عنوان مسابقات محلی در روستاها برگزار می‌شود.
در فرهنگ تایلند اعتقادی به نام کارما وجود دارد و بعضی از مردمان تایلند اعتقاد دارند علت کتو ای گناهان فرد در زندگی گذشته است به همین علت فرد را لایق ترحم می‌دانند، نه سرزنش.
کتو ای‌ها با مسایل اجتماعی و حقوقی زیادی مواجه می‌شوند. خانواده‌ها از اینکه فرزندشان یک کتو ای شود احساس سرخوردگی می‌کنند. اما به هر حال کتو ای‌ها مقبولیت بیشتری در تایلند نسبت به باقی کشورهای آسیایی دارند.

## پیشرفت‌های اخیر

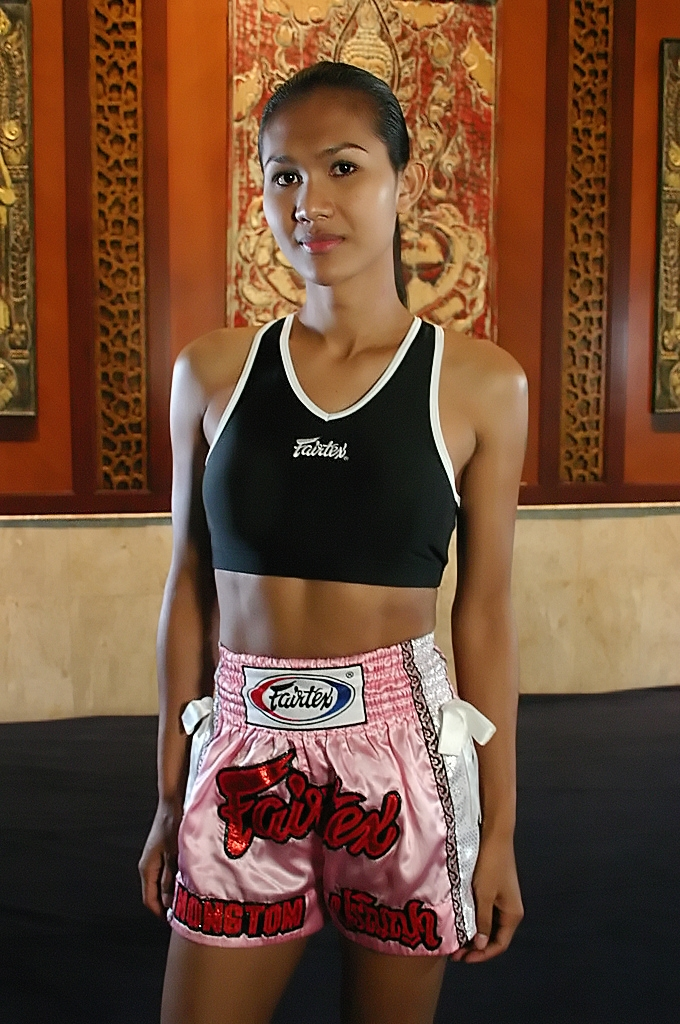
نانگ تام بوکسور تایلندی

در سال ۱۹۹۳ کالج تربیت معلم تایلند یک محدودیت نیمه رسمی را به اجرا در آورد که طی آن همجنس‌گرایان (که شامل کتو ای‌ها هم می‌شود) اجازه ثبت نام در دوره‌های آموزشی برای کودکستان و مدارس ابتدایی را ندارند. در ژانویه ۱۹۹۷ موسسه rajabhat (موسسه ناظر بر کالج‌های تایلند) اعلام کرد این محدودیت از ابتدای سال تحصیلی ۱۹۹۷ در تمامی کالج‌های تایلند لازم‌الاجرا است. این محدودیت در سال‌های پس از اینکه وزیر آموزش و پرورش عوض شد، از بین رفت
در سال ۱۹۹۶ یک تیم ورزشی والیبال به نام زنان آهنی (به انگلیسی: iron ladies) که از همجنسگرایان و کتو ای‌ها تشکیل شده بود برنده مسابقات ملی تایلند شدند. دولت تایلند به خاطر وجهه کشور در جوامع بین‌الملل از حضور دو کتو ای در تیم و بازی‌های بین‌المللی جلوگیری کرد.
یکی از کتو ای‌های مشهور فردی به نام نانگ تام است. وی یک بوکسور تایلندی است. او لباس‌های زنانه می‌پوشد و از هورمون استفاده می‌کند و زمانی که وارد رینگ مسابقه می‌شود با آرایش و موهای بلند است و گاهی حریفان شکست خورده خود را می‌بوسد. وی در سال ۱۹۹۹ از بوکس کناره گیری کرد(در این زمان وی تحت جراحی تغییر جنسیت قرار گرفت) اما همچنان در نقش مربی فعالیت می‌کرد. وی در سال ۲۰۰۶ به صحنه رقابت بازگشت.
در سال ۲۰۰۴ مدرسه‌ای به نام Chiang Mai Technology یک سرویس بهداشتی مجزا برای کتو ای‌ها اختصاص داد و بر روی آن از ترکیب نماد مرد و زن استفاده کرد. کتو ای‌ها در این مدرسه باید لباس مردانه بپوشند اما می‌توانند آرایش موی زنانه داشته باشند 
در سال ۲۰۰۶ پیشنهادی برای اضافه شدن جنسیت سوم به مدارک شناسایی و پاسپورت‌ها در تایلند ارائه شد.
در سال ۲۰۰۷ دولت تایلند بیان کرد در صورتی که کتو ای‌ها جراحی تغییر جنسیت را انجام دهند می‌توانند مدارک شناسایی خود را تعویض کنند .